# Bajszika
A bajszika (Semnornis) a madarak (Aves) osztályának harkályalakúak (Piciformes) rendjébe, ezen belül a Semnornithidae családjába tartozó egyetlen nem.

## Rendszertani besorolásuk
Korábban a tukánfélék (Ramphastidae) családján belül a Capitoninae nevű alcsaládba voltak besorolva. Az újonnan családi szintre emelt bajuszosmadárfélék (Capitonidae), melyeket parafiletikus csoportnak - olyan taxonómiai csoportosítás, melyben a csoport tagjai visszavezethetők egy közös ősre, viszont a csoport maga nem tartalmazza annak a bizonyos legközelebbi közös ősnek az összes leszármazottját - véltek, bebizonyosodott, hogy nem az. Sőt a tukánféléket is több családra osztották fel a kutatók.

## Rendszerezés
A családba az alábbi 1 nem és 2 faj tartozik:
- Semnornis Richmond, 1900
  - sárgafejű bajszika (Semnornis frantzii) (Sclater, 1864)
  - tukánbajszika (Semnornis ramphastinus) (Jardine, 1855)

### Fordítás
- Ez a szócikk részben vagy egészben  a   Semnornis című angol Wikipédia-szócikk ezen változatának fordításán alapul.  Az eredeti cikk szerkesztőit annak laptörténete sorolja fel. Ez a jelzés csupán a megfogalmazás eredetét és a szerzői jogokat jelzi, nem szolgál a cikkben szereplő információk forrásmegjelöléseként.